# Pico Partido
El Pico Partido es un volcán que se halla en el parque natural de Los Volcanes, entre los municipios lanzaroteños de Tinajo y Tías, Canarias, España, junto al parque nacional de Timanfaya. Se encuentra junto a la Montaña de los Rodeos, Caldera de la Rilla, Montaña los Miranderos, y la Montaña del Señalo.

## Historia
El volcán erupcionó entre 1730 y 1736, especialmente entre el enero y junio de 1731, siendo la zona de Pico Partido uno de los más activos puntos de acción de la erupción en general. La irregularidad de su cima, del cual deriva su nombre, se debe a una constante superposición sin orden de cráteres y picos erupcionados en momentos diversos y de formas distintas. Esta acumulación yuxtapuesta es causa de su notable altura.

## Interés geológico
El Pico posee varios panes de olivino, que son considerados los mejores de Canarias, pero junto a otros sitios contiguos como Timanfaya, se han ido extrayendo por el interés turístico.